# Stefan Karch
Stefan Karch (* 1962 in Graz) ist ein österreichischer Kinder- und Jugendbuchautor, Illustrator und Puppenspieler.

## Leben
Er hat drei Kinder und eine Frau, mit denen er auf einem alten Bauernhof lebt. Sein erstes Buch erschien 1997 im österreichischen G&G Kinder- und Jugendbuchverlag.
Seit über 25 Jahren lebt er freischaffend als Kinder- und Jugendbuchautor, Illustrator und Puppenspieler. Seine Figuren fertigt er selbst an.

## Bücher
- 1999: „Timmi Tiger“ – Das Geheimnis des Tigers, ISBN 3-7074-0045-X Das Spiel der Magier, ISBN 3-7074-0046-8 Die schreckliche Wondery Pu, ISBN 3-7074-0047-6 Der eiskalte Narr, ISBN 3-7074-0048-4 Hilfe für Vampiraldo, ISBN 3-7074-0055-7 Die Flucht vor dem Drachenjäger, ISBN 3-7074-0056-5
- 2000: Der Geisterläufer, ISBN 3-7074-0087-5 Meister Morphs Kammer, ISBN 3-7074-0093-X
- 2001: Die Augen der Titanen, ISBN 3-7074-0109-X
- 2002: Mit der Kraft des Tigers, ISBN 3-7074-0149-9 plus ein Sonderband mit CD: „Hoppla, hier kommt Timmi“, ISBN 3-7074-0159-6
- 2000: Nuk, wie siehst du denn aus?, ISBN 3-7074-0096-4.
- 2000: Wendelin, der Schneemann, ISBN 3-7074-0097-2
- 2001: Emil und die Monster, ISBN 3-7074-0112-X
- 2003: Alles Käse, ISBN 3-7074-0158-8
- 2004: Nil Nautilus rettet die Welt, ISBN 3-7074-0234-7
- 2004: Nil Nautilus startet durch, ISBN 3-7074-0235-5
- 2005: Nil Nautilus – Verknallt im All, ISBN 3-7074-0276-2
- 2006: Nil Nautilus – Der rote Baron, ISBN 3-7074-0316-5
- 2006: Piratensalat, ISBN 3-7074-0127-8
- 2007: Nicht schon wieder Hubert, ISBN 978-3-7074-0338-1
- 2008 Meine liebsten Knuddelgeschichten „Kuschelst du mit mir?“, ISBN 978-3-7074-1059-4
- 2008: Huiii, Gespenster, Meine liebsten Gruselgeschichten, ISBN 978-3-7074-1061-7
- 2009: Liebes Christkind, komm zu mir!, ISBN 978-3-7074-1130-0 von Etz Elisabeth / Gallauner Lisa / Gigler Rudolf /Hofbauer Friedl / Hula Saskia / Karch Stefan / Mayer-Skumanz Lene / Rettl Christine /Skopal Claudia
- 2012: Ich und Opa Wolf, ISBN 978-3-7074-1383-0
- 2013: Opa Wolf im 7. Himmel, ISBN 978-3-7074-1622-0
- 2015: Opa Wolf geht baden, ISBN 978-3-7074-1809-5
- 2015: Als ich noch nicht geboren war, ISBN 978-3-902844-56-9 mit Dorothee Schwab[3]
- 2015: Piratensalat, ISBN 978-3-7074-1817-0
- 2015: Nuk, ISBN 978-3-7074-1816-3.
- 2016: Hubert bei der Feuerwehr, ISBN 978-3-7074-1996-2
- 2017: Hubert bei der Polizei, ISBN 978-3-7074-0338-1
- 2018: Und der Dschungel steht Kopf, ISBN 978-3-7074-2164-4
- 2020: Leon und Louis oder die Reise zu den Sternen, ISBN 978-3-9519863-3-3
- 2022: Die Geschichte von Mo, ISBN 978-3-7022-4045-5

### Für Kinder ab 8 Jahren
- 2009: Robin und Scarlett – Die Bücher der Magier, ISBN 978-3-7074-1142-3
- 2010: Robin und Scarlett – Die Stimmen der Geister, ISBN 978-3-7074-1239-0
- 2011: Robin und Scarlett – Die Vögel der Nacht, ISBN 978-3-7074-1345-8
- 2010: Knochenhart – Butterzart, ISBN 978-3-7074-1187-4
- 2012: Gruselzitter – Liebesritter, ISBN 978-3-7074-1392-2
- 2013: Immer locker, Mondscheinrocker, ISBN 978-3-7074-1491-2
- 2011: Start der Serie „Draußen wartet das Abenteuer“ Band 1: Im Tal der Dachse, ISBN 978-3-7074-1285-7; Band 2: Im Land der Frösche, ISBN 978-3-7074-1286-4; 2012: Band 3: In der Schlucht der Wölfe, ISBN 978-3-7074-1454-7
- 2012: Karfunkel, ISBN 978-3-7074-1456-1.
- 2013: Ein Koffer voll Gespenster, ISBN 978-3-7074-1580-3
- 2014: Robin & Scarlett – Die Nacht der Eule, ISBN 978-3-7074-1673-2.
- 2014: Albert, mein verrücktes Sockenpferd, ISBN 978-3-7074-1663-3
- 2016: Die Mondscheingäng, ISBN 978-3-7074-2010-4
- 2018: Die Mondscheingäng auf geheimer Mission, ISBN 978-3-7074-2099-9
- 2021: Selber denken, ISBN 978-3-200-07751-5
- 2022: Kaktüs, der Wald und die Welt wie ich sie mir wünsche, ISBN 978-3-7074-2517-8.

- 2004 Immer, wenn das Christkind kommt, ISBN 3-7074-0259-2 Für und über das Christkind schreiben: Georg Bydlinski, Cornelia Funke, Friedl Hofbauer, Heinz Janisch, Stefan Karch, Lene Mayer-Skumanz, Felix Mitterer, Käthe Recheis, Christine Rettl, Ursel Scheffler, Stefan Slupetzky, Evelyne Stein-Fischer und Renate Welsh.
- 2006: Das Sternenbuch, ISBN (13) 978-3-7074-0335-0 von Anger-Schmidt Gerda / Bydlinski Georg / Ekker Ernst A /Funke Cornelia / Hämmerle Susa / Hofbauer Friedl / Janisch Heinz / Karch, Stefan /Linschinger Maria / Mitterer Felix / Recheis Käthe / Rettl Christine / Rittig Gabriele /Scheffler Ursel / Schreiber-Wicke Edith / Stein-Fischer Evelyne / Treiber Jutta /Tegetthoff Folke / Welsh Renate. Ill. v. Altegoer Regine / Antoni Birgit. Hrsg. v. Rettl Christine